# Sphecodes exaltus
Sphecodes exaltus är en biart som beskrevs av Mitchell 1956. Sphecodes exaltus ingår i släktet blodbin, och familjen vägbin. Inga underarter finns listade i Catalogue of Life.